# David Spangler (Politiker)
David Spangler (* 2. Dezember 1796 in Sharpsburg, Maryland; † 18. Oktober 1856 in Coshocton, Ohio) war ein US-amerikanischer Politiker. Zwischen 1833 und 1837 vertrat er den Bundesstaat Ohio im US-Repräsentantenhaus.

## Werdegang
Im Jahr 1802 kam David Spangler mit seinen Eltern nach Zanesville im heutigen Ohio. Er besuchte die öffentlichen Schulen seiner neuen Heimat und arbeitete danach für einige Zeit als Schmied sowie im Handel. Nach einem Jurastudium und seiner 1824 erfolgten Zulassung als Rechtsanwalt begann er in Zanesville in diesem Beruf zu praktizieren. In den 1820er Jahren schloss er sich der Bewegung gegen den späteren Präsidenten Andrew Jackson an und wurde Mitglied der kurzlebigen National Republican Party sowie später der Whig Party. 1830 kandidierte er erfolglos für das Repräsentantenhaus von Ohio. Im Jahr 1832 verlegte er seinen Wohnsitz und seine Anwaltskanzlei nach Coshocton.
Bei den Kongresswahlen des Jahres 1832 wurde Spangler im 13. Wahlbezirk von Ohio in das US-Repräsentantenhaus in Washington, D.C. gewählt, wo er am 4. März 1833 die Nachfolge von Elisha Whittlesey antrat. Nach einer Wiederwahl konnte er bis zum 3. März 1837 zwei Legislaturperioden im Kongress absolvieren. Seit dem Amtsantritt von Präsident Jackson im Jahr 1829 wurde innerhalb und außerhalb des Kongresses heftig über dessen Politik diskutiert. Dabei ging es um die umstrittene Durchsetzung des Indian Removal Act, den Konflikt mit dem Staat South Carolina, der in der Nullifikationskrise gipfelte, und die Bankenpolitik des Präsidenten. Im Jahr 1836 verzichtete Spangler auf eine weitere Kandidatur; Jahr 1844 lehnte er die ihm angetragene Nominierung für die Wahl zum Gouverneur von Ohio ebenfalls ab. Er starb am 18. Oktober 1856 in Coshocton, wo er auch beigesetzt wurde.